# Vicariat apostolique des Galápagos
Le vicariat apostolique des Galápagos (en latin : Vicariatus Apostolicus Galapagensis ; en espagnol : Vicariato apostólico de Galápagos) est un vicariat apostolique de l'Église catholique en Équateur directement soumis au Saint-Siège.

## Territoire

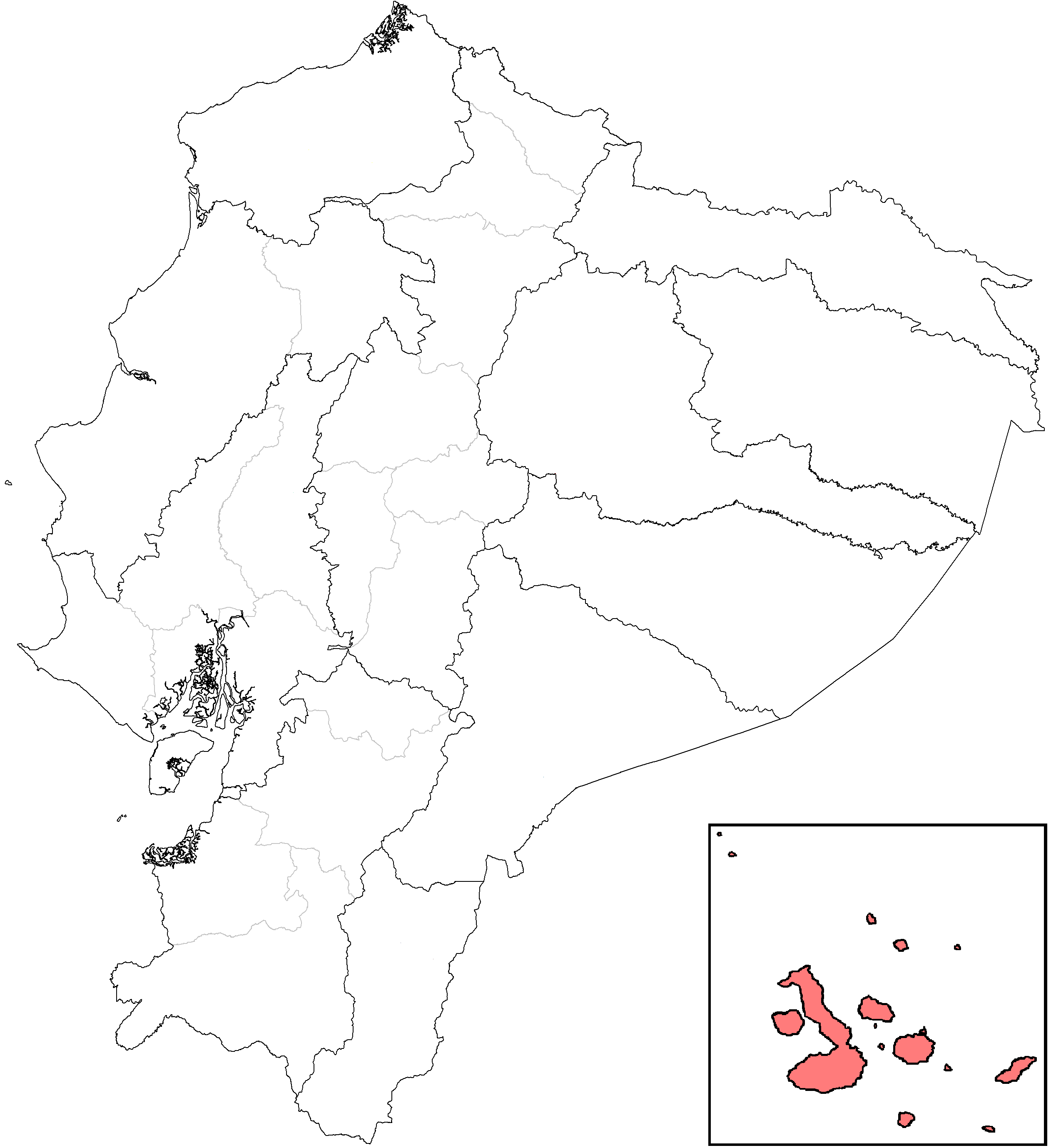
Carte du Vicariat Apostolique des Galapagos

Le vicariat apostolique couvre la province de Galápagos qui coïncide avec l'archipel des îles Galápagos. Il possède un territoire de 8 010 km2 divisé en 11 paroisses. Le siège est à Puerto Baquerizo Moreno où se trouve la cathédrale de l'Immaculée Conception.

## Histoire
La préfecture apostolique des Galápagos est érigée le 6 mai 1950 par la constitution apostolique Peramplum quarumdam du pape Pie XII en prenant sur le diocèse de Guayaquil (aujourd'hui archidiocèse de Guayaquil).
Par la constitution apostolique Quam Veneratus du 15 juillet 2008, le pape Benoît XVI élève la préfecture apostolique au rang de vicariat apostolique.

## Préfets et vicaires
Préfets
- Pedro Pablo Andrade Sanchez, O.F.M (1951-1959)
- Juan de Dios Campuzano, O.F.M (1959-1967)
- Hugolino Cerasuolo Stacey, O.F.M (1967-1975) nommé évêque auxiliaire de Guayaquil
  - Sede vacante (1975-1980)
- Serafín Luis Alberto Cartagena Ocaña, O.F.M (1980-1982) nommé vicaire apostolique de Zamora
  - Sede vacante (1982-1990)
- Manuel Antonio Valarezo Luzuriaga, O.F.M (1990-2008)

Vicaires
- Manuel Antonio Valarezo Luzuriaga, O.F.M (2008-2013)
- Áureo Patricio Bonilla Bonilla, O.F.M (2013-  )